# David Dalton Viola Research Competition
La David Dalton Viola Research Competition è un concorso organizzato annualmente dalla American Viola Society, istituito nel 1999 in onore di David Dalton, archivista del PIVA e primo editore del Journal of the American Viola Society (JAVS).
I partecipanti devono sottoporre un articolo in ambito della ricerca violistica, in ambiti come la storia dello strumento, della didattica o il suo repertorio. Gli articoli vengono sottoposti a revisione paritaria da un gruppo di studiosi, che valuta la qualità dell'articolo nella sua organizzazione ed esposizione, nella qualità della bibliografia e nell'originalità e significatività della ricerca. Vengono scelti fino a tre vincitori, che ricevono un premio e i cui articoli vengono pubblicati nel JAVS.